# بهروز زیورف
بهروز زیورف (به تاجیکی: Беҳрӯз Зеваров) (زاده ۲۰ مهٔ ۱۹۸۹، دوشنبه) تهیه‌کننده، خواننده و کارآفرین اهل تاجیکستان است.

## زندگی‌نامه
بهروز زیورف ۲۰ مهٔ سال ۱۹۸۹ در خانواده آموزگار به دنیا آمده است. در خانواده، بهروز همیشه از نظر استقلال و اشتغال متمایز بود.

## خوانندگی
بهروز زیورف که قبلاً متصدی برگزار برنامه‌های کنسرتی و مدیر برنامه‌ها و یا پرودیوسر چندی از آوازخوانهای تاجیک بود اخیراً چند نماهنگ ترانه‌های خود را نیز به بازار عرضه کرد. بشنو اسم آهنگ جدید بهروز زیوروف است، که متن این ترانه را منیژه دولت، آوازخوان تاجیک و آرزو عیسی مشترکاً نوشته‌اند.
بهروز زیورف عمدتاً آهنگهای با زبان روسی اجرا می‌کند.

## جوایز
بهروز زیورف برنده جایزه آزمون «۵۰ فرد خوش‌سلیقه در دوشنبه» در سال ۲۰۱۱ انتخاب شده است. او همچنین دارنده جایزه «Asia Star Awards» برای سهم خاص در فرهنگ آسیای مرکزی در سال ۲۰۱۶ می‌باشد.